# 바실리오스 2세 불가록토노스
바실리오스 2세 불가록토노스(그리스어: Βασίλειος Β΄ Βουλγαροκτόνος, 958년경 ~ 1025년 12월 15일)는 동로마 황제(재위기간:976년~ 1025년)였다. 불가록토노스란 "불가르족의 학살자"란 뜻으로 불가리아 정복에 따른 별명이다. 바실리오스 2세는 치세 동안 내내 영토를 꾸준히 확장하여 500여 년 만에 동로마 제국은 가장 넓은 영토를 가지게 되었다.

## 생애

### 어린 시절
바실리오스는 로마노스 2세 황제와 테오파노의 아들이다. 그가 다섯살 때 아버지가 죽었고 섭정이 구성되었는데 어머니 테오파노는 로마노스의 장군 중 한 사람인 니키포로스 포카스와 결혼하여 그가 황제가 되었다. 969년 새아버지 니키포로스가 살해당하자 제위는 요안니스 1세에게 돌아갔고 7년 후 요안니스도 죽자 바실리오스는 18살의 나이로 동생 콘스탄티노스와 함께 비잔티움의 황제가 된다.
그러나 황제가 되었지만 치세 초반 9년 동안은 이름만 황제였을 뿐 실권은 막강한 시종장 바실리오스 레카페노스의 영향 아래에 있었다. 시종장 바실리오스는 언제나 젊은 황제를 조종하려 했으며 황제는 그냥 말없이 그가 하자는 대로 따라 주면서 묵묵히 행정과 군사를 배웠다.

### 반란과 권력의 안정
976년 1월 10일 바실리오스 2세가 18세이던 해, 실권을 장악한 공동 바실레우스 요안니스 1세 찌미스키스가 사망하면서 바실리오스 2세가 권력을 장악한다. 하지만 당시 바실리오스는 아직까지는 풋내기로 정치적 경험이 부족한 상황이었다. 이에 바실리오스 2세는 자신의 친척이자 시종장(Parakoimomenos)인 바실리오스 레카페노스(Βασίλειος Λεκαπηνό)의 후견으로 착실히 경험을 쌓았다.
바실리오스 2세의 집권 초반부는 내전으로 점철되었다. 직전에 집권한 두 바실레우스 니키포로스 2세와 요안니스 1세가 무력으로 바실레우스자리에 오른상황이라 바실리오스 2세의 정통성은 상당히 약해져 있었고, 제국의 귀족들도 앞의 2사람처럼 무력으로 바실레우스 자리에 오르기 위해 바실리오스 2세에게 반기를 들었다. 그 반기의 중심에는 요안니스 1세의 처남인 바르다스 스클리로스(Βάρδας Σκληρός)와, 니키포로스 2세의 조카인 바르다그 포카스(Βάρδας Φωκᾶς)가 있었다.
976년 봄 요안니스 1세가 사망한지 몇달만에 요안니스 1세의 처남인 바르다스 스클리로스(Βάρδας Σκληρός)가 스스로 바실레우스임을 선언하며 반란을 일으켰고, 977년에는 니케아를 점령하고 콘스탄티노플을 공격할 정도로 반란이 격화되었다. 이런 상황에서 시종장 바실리오스는 과거 (971년에도 요안니스 1세에게) 반란을 일으켜 키오스에 유배간 바르다그 포카스를 유배지 키오스에서 불러와 군권을 부여해 반란을 진압하고, 979년 반란군 스클리로스가 적국인 바그다그로 도주하면서 반란진압에 성공한다.
스클리로스의 반란진압후 바실리오스 2세는 내정안정에 힘을 쏟는다. 그리고 실권자이자 정적인 시종장 바실리오스에 대한 견제도 착착 진행해나가며 실권을 장악해나가던 중, 985년 시종장 바실리오스가 바르다그 포카스와 내통하면서 반란을 계획하는 첩보가 입수되고, 반란혐의와 시종장이 저지른 부정부패를 더해서 시종장을 유배보낸 뒤 전재산을 몰수하고 시종장 바실리오스가 독단적으로 반포한 모든 법률을 무효화시키면서 시종장 바실리오의 숙청을 마무리한다.
986년 불가리아의 차르 사무엘이 테살리아 지역을 공격해 라리사를 점령하는 일이 벌어졌고 바실리오스 2세는 직접 군대를 동원해 사르디카를 공격했지만 실패하고 오히려 8월 17일 트라야누스 관문이라는 고개에서 매복을 당해 바실리오스 2세가 참패를 당하는 사건이 벌어진다. 이 패배로 동로마 귀족들 사이에서는 바실리오스 2세에 대한 반란움직임이 일었고, 바르다그 포카스는 이런 움직임을 포착하고는 987년 8월 15일 자신도 바실레프스라고 선언하여 반란을 시작한다. 우선 바그다그로 도망친 바르다스 스클리로스에게 연락을 보내, 바실레프스임을 인정하고 공동 바실레프스로 동로마를 양분하자는 제안을 한다. 이에 스클리로스는 동의하고 협정을 맻기위해 포카스를 찾아왔지만 이것이 포카스의 함정이었고 포카스는 스클리로스를 피로포이온 요새에 감금한다. 후방의 위험을 제거한 포카스는 본격적으로 서진해 아비도스로와 크리소폴리스를 점거해 콘스탄티노플을 포위한다. 포위된 바실리오스 2세는 해군으로 시간을 벌면서, 키예프 공국에 지원을 요청한다. 이에 블라디미르 1세는 약 6,000명의 바랑기아 근위대를 보내주었다. 그 대신 그의 여동생인 포르피로게니타 안나를 블라디미르에게 시집보내야 했다.
989년 2월 바실리오스 2세는 키예프에서 도착한 바랑기아인 지원병들을 중심으로 크리소폴리스를 기습하여 반란군을 몰살하는데 성공한다. 포카스도 역습을 위해 해군주둔지인 아비도스를 공격하지만 아비도스는 완강히 방어했고, 3월에는 바실리오스 2세가 동생 콘스탄티누스와 같이 아비도스로 진격 아비도스 외곽에서 반란군을 격퇴하고 포카스를 죽이는데 성공한다.포카스의 아내는 피로포이온 요새에서 (포카스가 감금시킨) 스클리로스를 내세워 반란군 잔당을 모았지만 이미 대세는 기울었고 스클리로스는 항복 제안을 받아들이고 바실리오스 2세는 항복한 스클리로스를 쿠로팔라테스에 임명하여 여생을 보내게 한 뒤 반란을 종결시킨다.

### 눈부신 군사적 성공
반란이 정리되고 자신의 권력이 확실해지자 바실리오스는 군사력을 바탕으로 제국의 영토를 다시 회복하기 시작했다. 989년부터 제국의 서쪽으로 원정을 떠나서 차례 차례 불가르족을 압박하고 상당한 영토를 회복했다. 이미 불가르족은 사무엘이 차르를 자처하고 바실리우스가 내부적인 반란에 정신없을 980년 제국을 쳐들어와 뼈아픈 패배를 안겨주었다. 바실리오스는 차근차근 그때의 굴욕을 갚아나가고 있었지만 사무엘의 불가르족을 완전히 제압하지 못하고 있었다.
995년 바실리오스는 이집트 파티마 왕조의 침략에 대응하기 위해 불가리아에서 돌아와 시리아로 쳐들어갔다. 바실리오스는 적의 수중에 떨어질 위기에 처한 안티오키아를 구원하기 위해 콘스탄티노폴리스에서 모든 병력을 기병화하여 불과 16일 만에 소아시아를 가로지르는 강행군을 벌이기도 했다. 이러한 기동력과 전격전에 힘입어 그는 레반트 지역에서 제국의 우위를 확인하고 돌아왔다.
돌아오는 길에 바실리오스는 아나톨리아 귀족의 지위를 약화하는 칙령을 내리고 황제권을 강화했다.

### 불가르족 학살자
바실리오스의 가장 큰 문제는 바로 불가리아였다. 바실리오스는 그의 치세 초기에 사무엘에게 당한 굴욕을 수복하기 위해 항상 불가르족을 압박했으며 그의 치세의 대부분을 불가리아와 전쟁하는 데 보냈다. 바실리오스 2세는 베네치아 공화국과 우호관계를 유지하면서 이들의 도움으로 불가르족을 압박해 해가 갈수록 점점 사무엘의 영토를 차지해나갔다. 1000년부터 4년 동안 테살로니카에서 도나우강에 이르는 발칸반도 동부 전역을 수복했다.
이후로도 계속해서 불가르족을 밀어붙여 1014년 드디어 결정적인 승리를 거두었다. 그해 7월 29일 클리디온 전투에서 바실리우스는 불가르군에게 대승을 거두었다. 바실리오스는 이때 사로잡은 포로 1만 5천여 명에게 잔인한 형벌을 내렸다. 그것은 100명당 1명은 한 눈을 멀게 하고 나머지는 두 눈을 다 멀게 하여 한 눈만 먼 이들이 나머지를 인도하여 불가리아로 돌아가게 한 형벌이었다. 이 포로들이 돌아오는 모습을 본 사무엘은 큰 충격을 받아 죽고 말았다.

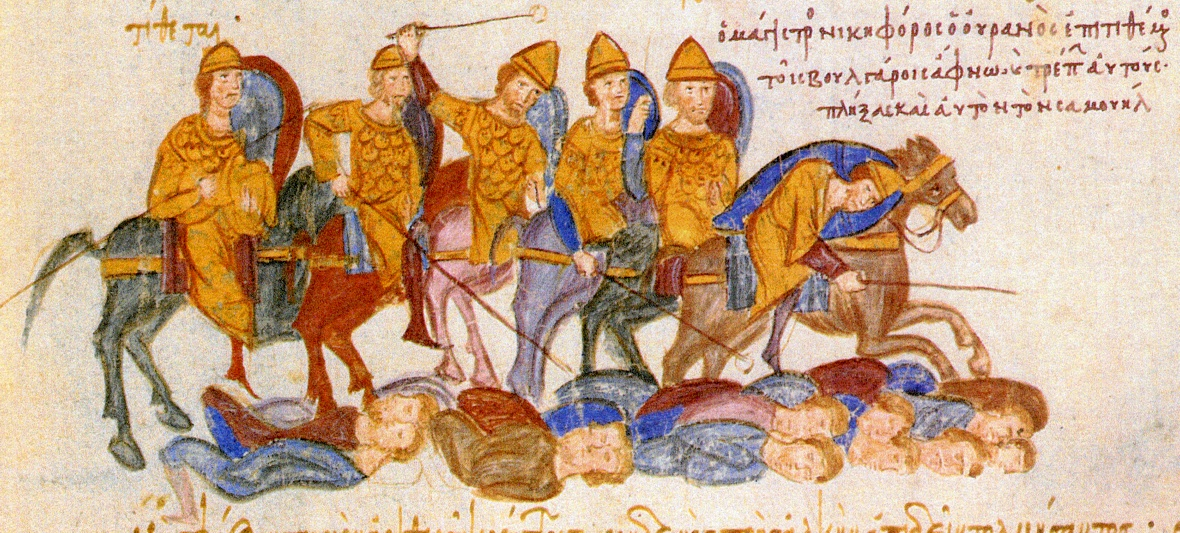
불가르족을 학살하는 비잔티움 병사들

사무엘이 죽음에도 계속 저항하던 불가르족은 마침내 1018년 디라키온 공방전에서 패하자 항복하고 말았다. 불가리아는 해체되어 동로마 제국으로 통합되었고 바실리오스는 "불가르족 학살자"(Βουλγαροκτόνος)라는 별명을 얻었다.
불가리아 문제가 정리되자 바실리오스는 동부로 눈을 돌려 흑해연안의 그는 조지아와 아르메니아에서도 군사력과 외교로 제국의 영향력을 강화했다.

### 말년과 죽음

1025년경 제국의 영역

바실리오스는 오토 3세(오토 3세는 오토 2세와 비잔티움 출신의 어머니 테오파노의 아들임)와 자신의 조카딸 조이와 결혼시키려고 시도했으나 불발로 끝났다.
치세의 말기 바실리오스는 이탈리아 남부에 대한 제국의 지배권을 강화하고 902년 이후 무슬림들에 의해 제국의 통제에서 벗어난 시칠리아의 수복을 꾀하였다. 1017년 노르만족 용병과 모험가들이 대거 몰려오면서 남부 이탈리아지역은 곧 反비잔티움 세력들에 대한 전장터가 되었다. 1019년 10월 칸나이에서 롬바르드족과 노르만족 연합군의 공세를 막아냈고 1022년에는 서방황제 하인리히의 침입을 막아내었다.
비실리오스는 남이탈리아를 정리하고 시칠리아 원정을 준비하던 1025년 12월 15일 예순일곱의 나이로 죽었다. 바실리오스는 결혼을 하지 않았기 때문에 후사가 없었고 제위는 그의 동생 콘스탄티노스에게로 넘어갔다.

## 평가
바실리오스 2세는 비록 어린 시절, 섭정을 받고 다른 권력자들과의 투쟁속에서 뒤늦게 권력을 장악할 수 있었지만 일종의 대기만성형의 황제였다. 전장에서는 용감한 장군이었고 개혁적인 군주로 당시 로마 제국을 좌지우지하던 아나톨리아의 뿌리깊은 귀족들을 견제하고 사회 구조를 전체적으로 개혁하는 데 앞장섰다. 그는 황제의 권위를 높였고 소농민에 대한 제국의 보호를 강화하여 직접 황제에게 군역과 세금을 바쳤다. 토지 소유권에 대해 엄밀한 감사를 실시하고 대규모 영지는 몰수했으며 수많은 전쟁을 치렀으면서도 이러한 개혁 조치들로 제국의 재정은 비교적 넉넉한 상태였다.
그의 치세에 로마 제국은 유스티니아누스 대제 이후로 최대 판도를 자랑했다. 서방 제국과의 관계 개선에도 힘썼고 자신의 안락보다는 제국의 번영을 위해 힘쓴 마지막 위대한 황제로 여겨진다. 그러나 그의 뒤를 이을 훌륭한 후계자가 없었기에 그가 죽은 직후부터 제국은 급속도로 쇠퇴하기 시작한다.
| 전임 로마노스 2세 (959 - 963) | 동로마 제국의 황제 니키포로스 2세(963 - 967) 요안니스 1세(967 - 976) 콘스탄티노스 8세(976 - 1028)와 공동통치 976년 - 1025년 | 후임 콘스탄티노스 8세 (976 - 1028) |

## 같이 보기
- 동로마 황제
- 미하일 프셀로스